# Río Klinaklini
El río Klinaklini (nombre kwak'wala Tsawatti o Tswawadwi, también utilizado para referirse a toda la ensenada de Knight) es uno de los principales ríos de la sección de la Cordillera del Pacífico de las Montañas de la Costa en la provincia canadiense de Columbia Británica. Nace en la cordillera del Panteón y desemboca en la cabecera de la ensenada de Knight.
Una grafía diferente de Klinaklini es Kleena Kleene, que es el nombre de una comunidad recreativa en el río justo debajo de su salida de la cordillera del Panteón hacia la meseta de Chilcotin. En la zona de Kleena Kleene, las cuencas de los ríos Klinaklini, Homathko y Chilanko comparten el mismo tramo de meseta.
Los nombres Kleena Kleene y Klinaklini derivan de la palabra Kwak'wala que significa grasa de eulachon, que se obtiene del eulachon, un pequeño pez aceitoso que asciende por los ríos costeros
Hay una aldea de las Primeras Naciones de la subdivisión Tanakteuk de los pueblos Kwakwaka'wakw en la desembocadura del río, Tsawatti . Ubicada en la reserva india del mismo nombre, es el sitio principal de pesca y conservación de eulachon de los pueblos Kwakwaka'wakw y, como tal, está abierto para su uso por otras subdivisiones de Kwakwaka'wakw.

## Curso
El río Klinaklini se origina en pequeños lagos sin nombre en las laderas orientales del Pico Hellraving, en el norte de la Cordillera del Panteón, al norte del Monte Vishnu y el Monte Waddington, y al sur del Pico Perkins.
Desde su nacimiento, el río Klinaklini fluye hacia el noreste hasta la meseta de Chilcotin, donde gira bruscamente hacia el noroeste. Su recorrido es seguido por la carretera 20 de la Columbia Británica. El río pasa por la comunidad de Kleena Kleene antes de entrar en el lago One Eye. Por debajo del lago, el Klinaklini gira hacia el oeste, mientras que la autopista 20 continúa hacia el norte por el arroyo McClinchy, un afluente del Klinaklini. El río fluye generalmente hacia el sur y el oeste a través de la cordillera del Panteón, recogiendo numerosos arroyos afluentes. Por debajo del arroyo Colwell, el río se ensancha brevemente en el lago Klinaklini.
A medida que el Klinaklini gira más directamente hacia el sur, se une desde el noroeste con el río Klinaklini del Norte, que está formado por las aguas de deshielo de muchos glaciares. Fluye por montañas densamente glaciares con nombres como Monarch Mountain, The Queen, The Pretender, The Throne, The Serf y Concubine Peaks. Knot Lakes, afluente del río Klinaklini del Norte, se extiende hacia el norte hasta el Parque Provincial Tweedsmuir South .
Tras su confluencia con el río Klinaklini del Norte, el Klinaklini principal fluye hacia el sur a lo largo del lado occidental de las cordilleras de Pantheon y Waddington. A lo largo de su recorrido se encuentra el Cañón del Klinaklini. Por debajo del Cañón del Klinaklini, el río se une al Klinaklini por el breve pero voluminoso río Klinaklini del Oeste (sólo 7 km). El Klinaklini del Oeste es el agua de deshielo del glaciar Klinaklini, la lengua principal del vasto campo de hielo Ha-Iltzuk (glaciar Silverthrone), que se encuentra al oeste del Klinaklini. El arroyo Tumult, afluente del río Klinaklini del Oeste, fluye desde el glaciar Tumult
Debajo de la confluencia con el Klinaklini del Oeste, el río Klinaklini fluye hacia el sur a través de un valle relativamente ancho hasta su desembocadura en la cabecera de Knight Inlet, justo al oeste de la desembocadura del río Franklin .

## Afluentes
Ésta es una lista incompleta de afluentes enumerados en orden ascendente.
- Arroyo Devereux
- Arroyo Dice
- Río Klinaklini del Osate
- Arroyo Tumult
- Arroyo Hoodoo
- Arroyo Dorothy
- Arroyo Frontier
- Río Klinaklini del Norte
  - Arroyo Knot 
    - Lagos Knot
- Arroyo Jobin
- Arroyo Colwell
- Arroyo Bussel
- Arroyo Ba'tiste Dester
- Arroyo Big Stick 
  - Lago Big Stick
- Arroyo McClinchy
- Arroyo Chromiun